# Lluís Maicas Socias
Lluís Maicas Socias (Inca, 1954) és un pintor, escriptor en llengua catalana i polític mallorquí, diputat al parlament de les Illes Balears en la VIII legislatura.

## Biografia
No ha fet estudis universitaris, ha treballat com a comercial a Distrisa/Grup Quely (1972-1976) i (1988-2012) i a la Banca Mas Sardà (1976-1979) i al Banco Urquijo (1979-1987). De 1996 a 2008 ha col·laborat al Diari de Balears i des de 2012 a Última Hora; ha fet quatre exposicions individuals, tres a Joan Oliver Maneu-Palma i una a Can Janer-Inca. També ha escrit un total de 65 llibres, molts d'ells editats per ell mateix. Fou elegit diputat a les eleccions al Parlament de les Illes Balears de 2011 dins les llistes del PSIB-PSOE. De 2011 a 2015 ha estat vicepresident de la Comissió de cultura i de la comissió d'afers europeus del Parlament Balear.

## Obres

### Poesia
- Bèsties domèstiques, Inca, autoedició, 1991
- Auditoria, Inca, autoedició, 1992
- Suite mínima, Inca, autoedició, 1994
- Campana incerta, Inca, autoedició, 1995
- Tatuatge, Inca, Ed: autoedició, 1996
- El seny del lladre, Inca, autoedició 1997
- Viatge al cor, Palma, Les Edicions de Bitzoc, 1997
- El seny del foll, Palma, 1998
- Escapulons d'ungla, Inca, autoedició, 1998
- Natures mortes, Palma, 1999
- D'ofici botxí, Inca, autoedició, 2000
- Registre fòssil, Palma, 2001
- El cel de l'infern, Palma, Lleonard Muntaner Editor, 2013
- L'últim alè abans de l'últim alè, Muro de Mallorca, Editorial Ensiola, 2017

### Narracions
- L'armistici, Muro de Mallorca, Editorial Ensiola, 2013
- El contracte, 1995
- Teràpies de sedició, Muro de Mallorca, Editorial Ensiola, 2011